# Platform (bil)
 For alternative betydninger, se Platform. (Se også artikler, som begynder med Platform)
Platformen eller undervognen er den del af en bil, hvorpå chassiset, hjulophængene og motoren er monteret. I dag har de fleste bilmodeller samme platform indenfor et firma eller en koncern. Som oftest er det modeller i samme størrelsesklasse, som f.eks. Volkswagen Golf, Audi A3, SEAT León og Škoda Octavia. Platformen er den komponent på bilen som er dyrest at udvikle, og derfor deler flere og flere bilmærker platforme. Platformen udgør en stor del af kollisionssikkerheden, og for at klare dette behøves nøje udregnede deformationszoner og bjælker rundt om kabinen. Sammenlignet med selve karrosseriet er platformen meget avanceret og udgør en meget stor del af bilens opbygning.
- Ford Ka
- Fiat Panda
- Fiat 500
- Fiat Uno (Brasil)

| Stub | Spire Denne bilrelaterede artikel er en spire som bør udbygges. Du er velkommen til at hjælpe Wikipedia ved at udvide den. |